# Maymana
Maymana (tiếng Ba Tư/Uzbek/Pashto: میمنه) là thành phố thủ phủ tỉnh Faryab, tây bắc Afghanistan, gần biên giới Turkmenistan. Thành phố nằm cách Kabul 400 km về phía tây bắc, và là nơi sông Maymana, một nhánh của sông Murghab, chảy qua. Năm 2015 dân số của thành phố là 149.040 người.